# Tabakovac
Tabakovac (en serbe cyrillique : Табаковац) est un village de Serbie situé sur le territoire de la ville de Zaječar, district de Zaječar. Au recensement de 2011, il comptait 163 habitants.

## Démographie

### Évolution historique de la population
| 1948 | 1953 | 1961 | 1971 | 1981 | 1991 | 2002 | 2011 |
| ---- | ---- | ---- | ---- | ---- | ---- | ---- | ---- |
| 381  | 389  | 385  | 351  | 310  | 281  | 208  | 163  |

|  |